# Eddie Valenzuela
Eddie Valenzuela (født 22. december 1982 i Ciudad Guatemala) er en guatemalansk amatørbokser, som konkurrerer i vægtklassen fluevægt. Valenzuela har ingen større internationale resultater, og fik sin olympiske debut da han repræsenterede Guatemala under Sommer-OL 2008. Her blev han slået ud i første runde af Somjit Jongjohor fra Thailand i samme vægtklasse. Han var Guatemalas første bokser som kvalificerede sig til OL i seksten år.